# Iván Silva (Fußballspieler)
Iván Silva, vollständiger Name Iván Rodrigo Silva Olivera, (* 23. Oktober 1993 in Montevideo) ist ein uruguayischer Fußballspieler.

## Karriere
Der 1,81 Meter große Mittelfeldakteur Silva wurde in der Spielzeit 2013/14 mit dem Tacuarembó FC Meister der Segunda División und trug dazu mit 23 Zweitligaeinsätzen und einem Tor bei. In der Apertura 2014 wurde er einmal (kein Tor) in der Primera División eingesetzt. Im Januar 2015 wechselte er innerhalb der Liga zu River Plate Montevideo und bestritt bis Saisonende vier Erstligaspiele (ein Tor). In der Spielzeit 2015/16 wurde er sechsmal (kein Tor) in der höchsten uruguayischen Spielklasse eingesetzt. Während der Saison 2016 folgten 13 Erstligaeinsätze (kein Tor). In der laufenden Spielzeit 2017 kam er bislang (Stand: 11. Februar 2017) einmal (kein Tor) in der Liga zum Einsatz.